# Raymund Minderer
Raymund Minderer, auch Raimund Minderer, Raymundus Minderus (* um 1570 in Oettingen; † 13. Mai 1621 in Augsburg), war ein deutscher Mediziner und Stadtphysicus von Augsburg.

## Leben
Minderer studierte seit 1590 in Ingolstadt Medizin, wurde 1597 promoviert, wirkte zuerst einige Jahre als Militärarzt und ließ sich nach Studienreisen 1606 in Augsburg als Arzt nieder. Er wurde Stadtphysikus und später Leibarzt von Kaiser Matthias und Kurfürst Maximilian I. Unter anderem mit seinem Spiritus Mindereri bereicherte er die Arzneimittellehre des 17. Jahrhunderts. Sein 1620 in lateinischer Schrift erschienenes Werk über Militärheilkunde, Medicina militaris, erlebte zahlreiche Auflagen und wurde auch ins Englische übersetzt.

## Schriften
- Disputatio medica, de medicamenti simplicis, definitione, atque actione. Eder, Ingolstadt, 1595 (digital)
- De pestilentia liber unus veterum et neotericorum observatione constans. Aperger, Augsburg, 1608 (digital) (digital)
- Pharmacopoeia Augustana. Mang, Augsburg, 1613 (digital)
- Aloedarium Marocostinum. Augsburg, 1616 (digital)
- De Calcantho Seu Vitriolo Eiusque Qualitate. Mang, Augsburg, 1617 (digital)
- Threnodia Medica. Aperger, Augsburg, 1619 (digital)
- In librum de pestilentia appendix. Augsburg, 1619 (digital)
- Medicina militaris seu libellus castrensis: Euporista ac facile parabilia medicamenta comprehendens. Id est: Gemaine Handstücklein zur Kriegs Artzney gehörig. Mit wolgegründten Experimenten gezieret, und den gemainen Soldaten, Ritter und Knechten zum nutzen an Tag gegeben. Aperger, Augsburg 1620 (digital)
- Consilium, oder Räthliches Gutachten. [Augsburg], 1620 (digital)